# Museo de Unterlinden
El Museo de Unterlinden (en francés, musée d'Unterlinden) se encuentra en Colmar, Francia, en la región de Alsacia. El museo, situado en un convento de monjas dominicas del siglo XIII, alberga el Retablo de Isenheim, obra de Matthias Grünewald.

## Edificio
Erigida entre el año 1252 y el 1269, la iglesia está provista de una tribuna del siglo XVIII; adopta la planta típica de las iglesias pertenecientes a órdenes mendicantes. El claustro, sin arcos pero con soportales de piedra rosada, se construyó de 1280 a 1289. La iglesia y los edificios conventuales albergan el museo. Los edificios, después del abandono posterior a la Revolución francesa, fueron salvados por la Sociedad Schongauer (Société Schongauer) instituida en 1847 por Louis Hugot.) y legado por ella a la municipalidad.

## Historia
El museo se creó en 1849. La colección al principio se centró en un mosaico romano que se encontró en Bergheim (Alto Rin), aún mostrado hoy en día en el lugar al que fue originalmente trasladado, y copias en escayola de esculturas antiguas en préstamo por parte del Louvre. En 1852, el centro de atención de la colección cambió radicalmente, cuando se trasladó a él la que hoy es su pieza más famosa: el Retablo de Isemheim de Matthias Grünewald, la cual le da su reputación internacional. El retablo fue instalado en el edificio junto con la mayor parte de los otros altares grandes pintados o esculpidos de anteriores iglesias de Colmar o del Rin Superior, abadías y monasterios. 
Abrió sus puertas al público en general al año siguiente, 1853.

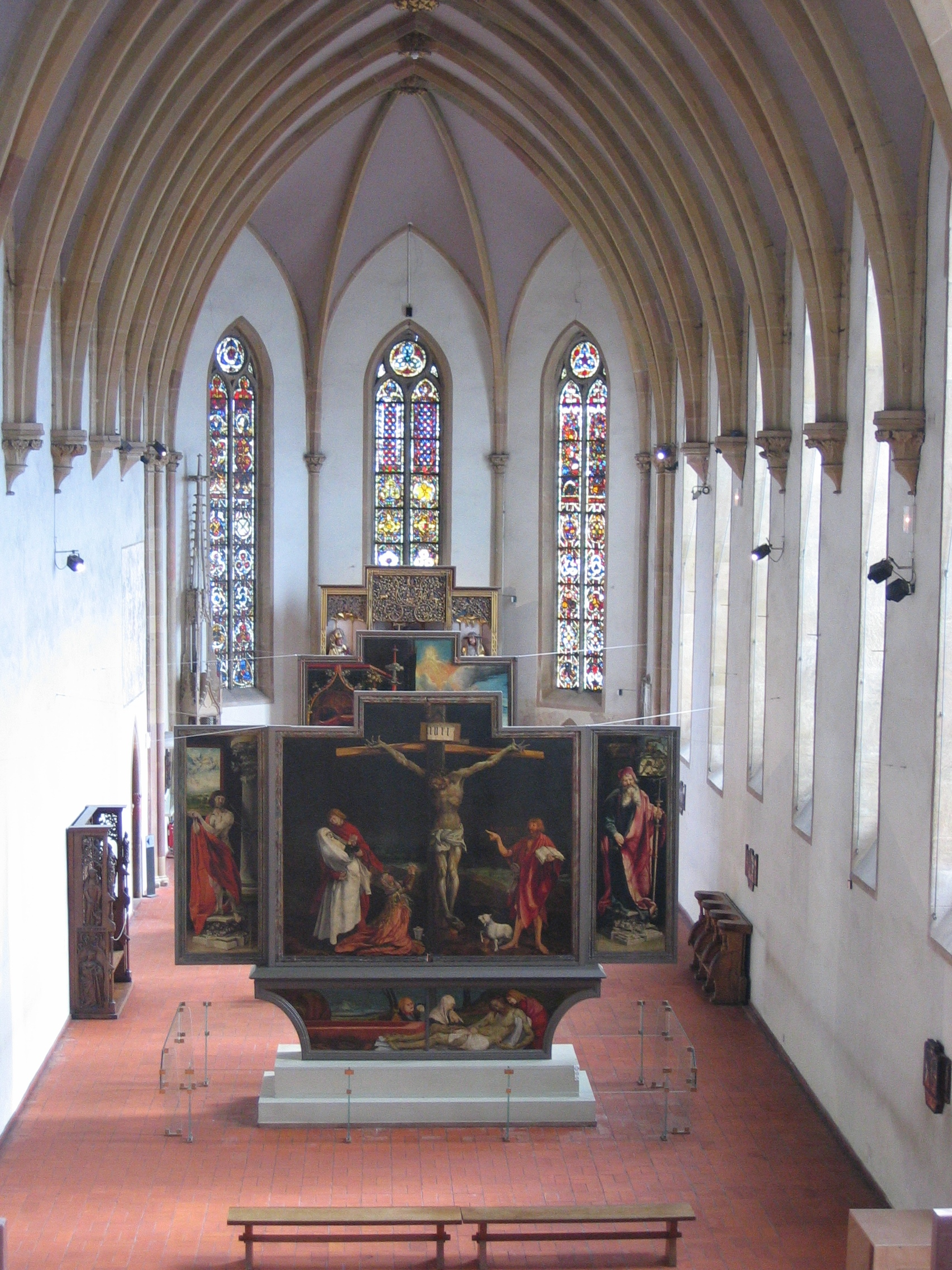
Vista de la capilla de 1262-1269, vista desde la galería del, con el Retablo de Isenheim, tal como se expone en el Museo de Unterlinden de Colmar.

En los años cincuenta y de nuevo en los ochenta, surgió la necesidad en el museo, que había visto un crecimiento constante del número de objetos expuestos, de toda clase, de ganar más espacio usando la superficie disponible de manera más adecuada, y se le dio la máxima respuesta posible que se podía en un edificio protegido. Como señala la página oficial del museo: «Actualmente el museo cubre una superficie de alrededor de 5.620 m², incluyendo los espacios de exposición (4.000 m²), conservación, almacenamiento y otras áreas de trabajo (1.370 m²), así como oficinas (250 m²)».
El Museo de Unterlinden se extiende a tres niveles y usa todo el espacio accesible en el gran complejo de edificios. La ciudad de Colmar está actualmente trabajando para transformar un edificio vecino, anteriormente unos baños, de estilo art nouveau, para hacer de él un anexo al museo, en el que, para el año 2012, puedan exponerse de manera permanente los maestros modernos. Según la página web del museo: «El área total, abierta al público, que actualmente alcanza los 4.000 m², se ampliará hasta los 6.300 m²».

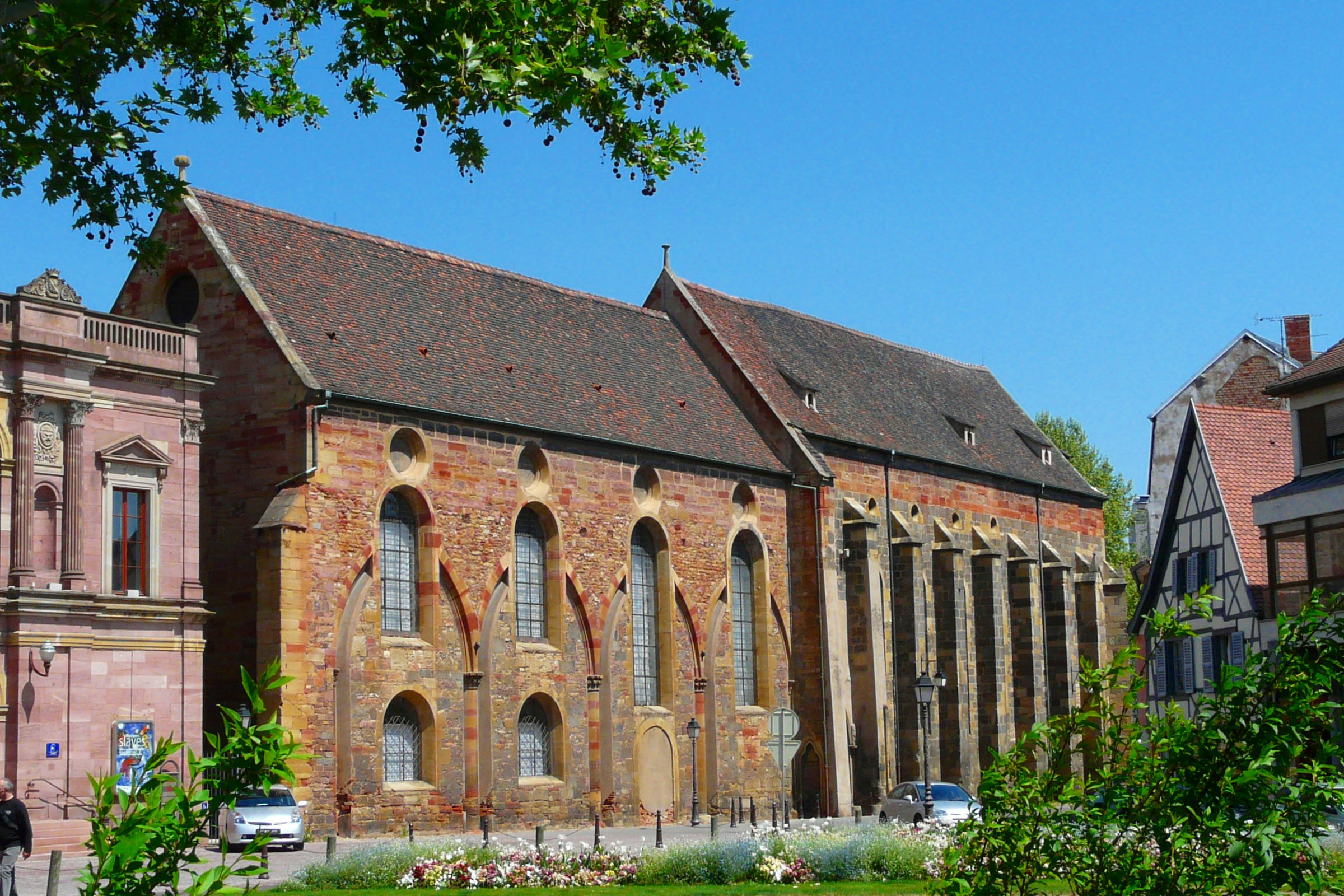
Vista del exterior de la capilla.

Con aproximadamente 200.000 visitantes al año, es el museo más visitado de Alsacia. El museo de Unterlinden es el primer museo de provincias en términos de asistencia de público, por delante del Museo de la Mar de Biarritz. El museo de Unterlinden tiene la calificación de musée de France (museo de Francia).

## Las colecciones
Famoso sobre todo por el Retablo de Isenheim, también muestra una gran colección de artistas medievales del Rin Superior, así como del primer renacimiento, entre ellos el nativo de Colmar Martin Schongauer ocupa el lugar más prominente con varios altares y un gran número de dibujos originales, grabados y xilografías. Otros nombres famosos son Alberto Durero (sólo grabados), Lucas Cranach el Viejo y Hans Holbein el Viejo así como los pintores locales Gaspard Isenmann y Jost Haller. La mayor parte de las pinturas primitivas, sin embargo, son obra de maestros anónimos alemanes, alsacianos o suizos.
Otras secciones del museo son: arqueología local e internacional; escultura medieval, renacentista y barroca (tanto religiosa como profana) y vidrieras; armas, mobiliario, instrumentos musicales y juguetes del siglo XIV al XIX; barricas de vino antiguas ornamentadas (una colección donada por Jean-Jacques Waltz en 1927); arte moderno y contemporáneo. Debido a una falta generalizada de espacio, esta última colección, aunque muy completa (obras de Pablo Picasso, Jean Dubuffet, Fernand Léger, Serge Poliakoff, Georges Rouault, Pierre Bonnard, Robert Delaunay, Maria Helena Vieira da Silva...) sólo ocasionalmente se muestra en su integridad. La ampliación de 2012 se dirige explícitamente a resolver este problema.